# Johanna Lazcano Osterman
Johanna Lazcano, född 14 december 1983 i Stockholm, är en svensk skådespelare.

## Biografi
Lazcano har varit verksam på ett flertal teatrar, däribland Dramaten, Stockholms Stadsteater, Riksteatern och Unga Klara. 1998 TV-debuterade hon i dramaserien Vänner och fiender där hon spelade rollen som Cecilia under två säsonger. Tre år senare gjorde hon en av huvudrollerna i långfilmen Sprickorna i muren och därpå följde ett flertal avsnittsroller i TV-serier och mindre roller i långfilmer. För den stora publiken är hon mest känd från TV-serien Andra Avenyn där hennes rollfigur var Kitty Maria Santos.
Johanna Lazcano har även regisserat ett antal produktioner, däribland Arn-ett musikaliskt äventyr i Dalhalla och Romeo och Juliet på Shakespeare på Gräsgården. Hon är även verksam som skribent på Expressen Kultur.

## Teater

### Roller (ej komplett)
| År   | Roll           | Produktion                                                           | Regi                      | Teater                    |
| ---- | -------------- | -------------------------------------------------------------------- | ------------------------- | ------------------------- |
| 1999 | Ensemble       | Anne Frank                                                           |                           | Södra Teatern/ Cirkus     |
| 2005 | Carmen         | Såld och Köpt                                                        |                           | Scen Österlen             |
| 2005 | Nora           | Anna och Nora                                                        |                           | Scen Österlen             |
| 2006 | Sabrina        | 15 minutes of Fame                                                   |                           | Scen Österlen             |
| 2007 | Nancy Viktoria | Nancy Viktoria                                                       |                           | Borås Stadsteater         |
| 2007 | Charley Bates  | Oliver Twist Charles Dickens                                         |                           | Borås Stadsteater         |
| 2007 | Laertes        | Hamlet William Shakespeare                                           |                           | Borås Stadsteater         |
| 2008 | Perdita        | En vintersaga (The Winter's Tale) William Shakespeare                |                           | Uppsala Stadsteater       |
| 2008 |                | Hej det är jag igen Johanna Lazcano Osterman                         |                           | Uppsala Stadsteater       |
| 2011 | Celia          | Som ni vill ha det (As You Like It) William Shakespeare              |                           | Shakespeare på Gräsgården |
| 2013 | Antonia/us     | Julius Caesar William Shakespeare                                    |                           | Shakespeare på Gräsgården |
| 2017 | Suzan          | Frontens gryningsfärg Mustafa Can                                    | Astrid Tobieson Menasanch | Kulturhuset Stadsteatern  |
| 2017 | Medverkande    | Skillnadernas Stockholm Ellen Lamm och Eric Ericson                  | Ellen Lamm                | Kulturhuset Stadsteatern  |
| 2018 |                | Ilya Lars Rudolfsson                                                 | Lars Rudolfsson           | Kulturhuset Stadsteatern  |
| 2022 | Fran           | Älskling är jag hemma (Home, I'm Darling) Laura Wade                 | Maria Blom                | Kulturhuset Stadsteatern  |
| 2022 | Larissa        | En tillfällig ensemble sätter upp Kung Lear Johanna Lazcano Osterman | Johanna Lazcano Osterman  | Kulturhuset Stadsteatern  |

### Regi
| År   | Produktion                                  | Upphovsmän               | Teater                   |
| ---- | ------------------------------------------- | ------------------------ | ------------------------ |
| 2022 | En tillfällig ensemble sätter upp Kung Lear | Johanna Lazcano Osterman | Kulturhuset Stadsteatern |

### Scenografi
| År   | Produktion                                  | Upphovsmän               | Regi                     | Teater                   |
| ---- | ------------------------------------------- | ------------------------ | ------------------------ | ------------------------ |
| 2022 | En tillfällig ensemble sätter upp Kung Lear | Johanna Lazcano Osterman | Johanna Lazcano Osterman | Kulturhuset Stadsteatern |

## Filmografi
- 1998–1999 – Vänner och fiender (TV-serie)
- 2003 – Sprickorna i muren
- 2003 – Älskade Emma
- 2005 – Badvakten
- 2006 – När mörkret faller
- 2007 – Playa del Sol (TV-serie)
- 2008 – Oskyldigt dömd (TV-serie)
- 2008–2010 – Andra Avenyn (TV-serie)
- 2011 – Maria Wern - Svart fjäril
- 2012 – Partaj
- 2013 – Den jeg elsker
- 2013 – Fjällbackamorden: Strandridaren
- 2022 – Beck – Rage Room